# Podravka
Podravka d.d. — публічна продовольча компанія, штаб-квартира якої розташована у Копривниці (Хорватія). Вона  виробляє добре відому смакову добавку Vegeta та сотні інших харчових продуктів.

## Бренди
Основні бренди:
- Vegeta та Warzywko — оригінальні смакові добавки
- Studena та Studenac — бутильована вода
- Eva — сардини
- Tallianetta — макаронні вироби
- Vital Fini-Mini — маленькі супи
- Fant — напівфабрикати
- Belsad — мармелади та джеми
- Sms — олії
- Provita — крупи, каші та сухі сніданки
- Čokolino та Lino — харчування для дітей
- Čokolešnik і Čoko — дитячі сухі сніданки
- Dolcela — креми
- Lero — соки
- Kviki — солоні снеки.

Podravka також відома маринованими овочами та пастою айвар.

## Історія

Vegeta: Найкраще відомий продукт Podravka, смакова добавка

### 1934—1990
Брати Маріян і Матія Вольф заснували компанію 1934 року як фабрику з переробки фруктів. Коли комуністи за головування маршала Тіто захопили владу 1947 року, компанія була націоналізована та отримала сучасну назву.
1949 року Podravka розпочала виробляти фруктові джеми, а 1952 року на ринок були виведені нові продукти: цукерки, гірчиця, кетчуп, фруктові горілки та консервоване м'ясо. Виробництво миттєвих супів розпочалося 1957 року, і півень на курячому супі став символом компанії в Югославії.
1959 року була випущена смакова добавка Vegeta, яка сьогодні продається у більш ніж 40 країнах.
1967 року Podravka почала перше співробітництво з іноземними компаніями та вперше експортувала Vegeta до Угорщини та СРСР.
Після заснування дочірньої компанії Belupo 1972 року Podravka через неї почала виробляти медикаменти у Лудбрегу, а з 1981 року — і в Даниці.

### Розвиток після незалежності Хорватії
Після здобуття Хорватією незалежності Podravka була приватизована 1993 року та перетворена в акціонерну компанію. Торгівля акціями компанії на Загребський фондовій біржі розпочалася 1998 року. За отримані тоді 130 млн євро від первинного розміщення акцій були збудовані три нові фабрики.
У 2000 році для Vegeta були відкриті нові виробничі майданчики у Копривниці та Польщі. Того ж року Podravka стала ексклюзивним продавцем продукції італійської компанії Barilla у Польщі, а через рік — ексклюзивним продавцем Kraš в Угорщині.
На честь Злати Бартл, яка була відповідальна за створення Vegeta у 1959, компанія створила фонд її імені 2001 року
2002 року Podravka отримала контроль над компаніями «Ital-Ice» та чеською «Lagris», підписала угоди про партнерство з Nestlé, Heinz та Unilever та перетворила дочірню фармацевтичну компанію Belupo в акціонерну.
2003 року Podravka відкрила новий завод в індустріальній зоні Даниці, а 2006 року придбала бренд «EVA». 2007 року Podravka придбала польські компанії «Warzywko» та «Perfekt» і хорватську «Lero». Того ж року Віденська фондова біржа додала Podravka до індексу CROX. 2008 року Podravka підписала мерчендайзингову угоду з Paramount Pictures, та придбала бренди Čokolešnik і Čoko.
2009 року компанія пережила корупційний та фінансовий скандал, який призвів до арешту декількох членів правління за використання еквівалента €35 мільйонів коштів компанії для отримання контролю над компанією через нелегальні транзакції. Того ж року було придбано компанію «Belsad» та відкрито новий логістичний центр у Дугополі.
2010 року Podravka вперше вийшла на ринок США
2013 року компанія разом з Інститутом Рудера Бошковича заснувала Центр інновації їжі, а також підписала угоду з виробником спиртних напоїв «Badel 1862» про ексклюзивну дистриб'юцію його продукції у Словенії.
2014 року Podravka отримала контроль над рибопереробною компанією «Mirna» та придбала 51,55 % пакет акцій у словенській продовольчій компанії «Žito» 2015 року.